# Blé
Il Blé è un torrente della Val Camonica, in provincia di Brescia.

## Descrizione
Lungo circa 3 km. Anticamente detto anche "Bleno", nasce dal gruppo montuoso della Concarena, nelle Prealpi Orobiche; ha una bassa portata d'acqua, che varia molto in base alle stagioni. Attraversa il comune di Ono San Pietro, e ne segna in parte il confine con il comune di Cerveno. Il Blé sfocia in destra idrografica del fiume Oglio.